# ハルビン汽車放送
ハルビン汽車放送は、ハルビン広播電視台の放送である。2013年11月12日放送開始。全日24小時放送。

## 周波数
| ハルビン市 | 阿城区 | 97.6MHz |
| ハルビン市 | 巴彦県 | 97.6MHz |